# 투자왕 포세일
투자왕 포세일(Forsale)은 유명한 보드 게임 디자이너 스테판 도라(Stefan Dorra)가 디자인 한 패밀리 보드게임이다. 1997년 미국의 이글그리폰 게임즈(Eagle Gryphon Games)사, 2016년 대한민국의 생각투자 주식회사(AURUM,inc)에 의해 출시되었다. 게임은 3~6명이 할 수 있다.

## 게임 정보
투자왕 포세일(이하 포세일)은 그리폰 게임즈 북쉘프 시리즈로 처음 출판되었으며, 보드게임 긱에서는 패밀리 게임 부분 34위에 기재되어 있다.

## 게임의 구성
포세일의 구성은 다음과 같다.
- 부동산 카드 30 장 (숫자 1 ~30, 숫자가 높을 수록 비싼 부동산이다)
- 화폐 카드 30장 ($0 ~ $ 15,000 각 2장씩, $1,000 없음)
- 코인 72개 ($1,000 60개, $2,000 12개)

## 목적
포세일 게임의 목적은 부동산을 가장 저렴한 가격으로 구입하여, 가장 높은 가격으로 파는 것이다.
부동산을 구매할 때는 코인을 사용하며, 부동산을 판매하며 돈을 벌 때는 부동산 카드를 사용한다. 부동산을 구매할 때는 경매 방식으로 구매하며, 가져온 부동산을 판매할 때는 가장 비싼 부동산을 낸 사람이 공개된 화폐 카드에서 가장 높은 액수를 가져간다.